# Huperziaceae
Huperziaceae era uma antiga família de plantas vasculares produtoras de esporos pertencente à ordem Lycopodiales que agrupa 2-3 géneros extantes. Atualmente, os gêneros que constituem esta família foram integrados na família Lycopodiaceae, filogeneticamente mais próxima.

## Descrição
Os sistemas de classificação clássicos consideram os seguintes géneros:
- Huperzia — 10-15 espécies, terrestres, das zonas temperadas;
- Phlegmariurus  — cerca de 300-400 espécies, maioritariamente epífitas, das zonas tropicais e subtropicais, frequentemente incluídas em  Huperzia;
- Phylloglossum  — uma única espécie (Phylloglossum drummondii), terrestre, graminoide, com folhas basais relativamente carnudas com 2–5 cm de comprimento, anteriormente considerada como apenas remotamente relacionada com Huperzia.

Em várias classificações todos os géneros de Huperziaceae são incluídos na família Lycopodiaceae (sendo que nas classificações mais antigas as espécies de Huperzia eram inclídas no género Lycopodium), não havendo consenso sobre a necessidade de reconhecer as Huperziaceae como uma família autónoma. Contudo, os membros deste agrupamento são distintos das espécies incluídas em Lycopodiaceae s.s. por apresentarem crescimento erecto (não rastejante) e por terem as estruturas produtoras de esporos inseridas na axila de folhas não modificadas, ao contrário das estruturas terminais em bastão produzidas pelas Lycopodiaceae. A família também apresenta um número cromossómico basal de n=67, ao contrários de n=23, 34 nas Lycopodiaceae.